# Farmersburg (Iowa)
Pour les articles homonymes, voir Farmersburg.
Farmersburg est une ville du comté de Clayton, en Iowa, aux États-Unis. Elle est incorporée le 1er juin 1902.

## Source de la traduction
- (en) Cet article est partiellement ou en totalité issu de l’article de Wikipédia en anglais intitulé « Farmersburg, Iowa » (voir la liste des auteurs).